# Berg (estländisches Adelsgeschlecht)

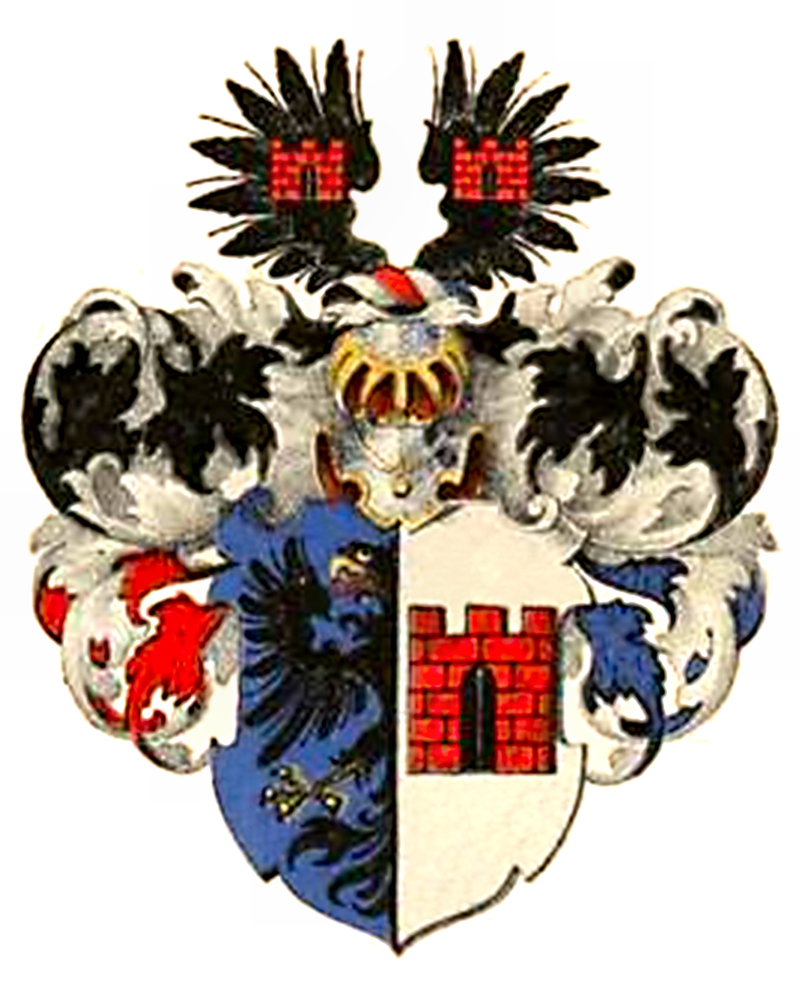
Wappen derer von Berg a.d.H. Kandel

Von Berg, in Schweden auch Berch, ist der Name eines ursprünglich baltischen Adelsgeschlechts.

## Geschichte
Die Familie ist stammes- und wappengleich mit denen von Pasik (†) und wurde in Estland mit Nikolaus de Monte, Erbherr auf Kirrifer in Harrien in den Jahren 1371–1405 erstmals urkundlich genannt.
Der königlich schwedische Kapitän bei der Leibgarde, Casper Johann Berg (* 1688; † 1761) erhielt 1723 die schwedische Adelsnaturalisation und wurde selben Jahres bei der Adelsklasse der schwedischen Ritterschaft introduziert (Nr. 1774).
Die von Berg waren in allen vier baltischen Ritterschaften immatrikuliert. 1741 wurde die Familie bei der oeselschen Ritterschaft, 1745 bei der estländischen Ritterschaft, 1747 bei der livländischen Ritterschaft und 1841 bei der kurländischen Ritterschaft immatrikuliert.
1799 erfolgte eine erneute Adelsnaturalisation in Schweden mit dem Namen Berch für den königlich schwedischen Hofmarschall Georg Philipp Berg (* 1769; † 1817). Die Introduzierung bei der schwedischen Adelsklasse fand im Jahre 1813 statt (Nr. 1774).
Die Familie ist insbesondere von den ebenfalls im historischen Estland anzutreffenden Berg a.d.H. Carmel und den Berg a.d.H. Kattentack zu unterscheiden. Diese beiden Geschlechter führen zwar ebenfalls einen schwarzen Adler im Schild, was eine Stammesverwandtschaft nicht ausschließt, jedoch ist diese nicht erwiesen. Die hier behandelten Berg waren u. a. auf Kandel begütert, werden daher zur Unterscheidung auch Berg a.d.H. Kandel genannt. Weiterhin besaßen sie in Estland Engdes, Fall, Hackeweid, Jewe, Ruil, Saggad, Warrang und Wayküll.

## Wappen
Blasonierung: Das Stammwappen ist gespalten, rechts in Blau ein halber goldbewehrter schwarzer Adler am Spalt, links in Silber eine dreimal gezinnte rote Mauer. Auf dem Helm mit rechts blau-silber-schwarzen, links rot-silber-schwarzen Decken, ein offener beidseitig mit Zinnmauern belegter schwarzer Flug.
Die Schweden führen rechts blau-silber-rote und links rot-silber-blaue Decken.

## Angehörige
- Jakob Georg von Berg, 1800–1803 und 1811–1815 Ritterschaftshauptmann der Estländischen Ritterschaft